# Peru na Mistrzostwach Świata w Lekkoatletyce 2013
Peru na Mistrzostwach Świata w Lekkoatletyce 2013 – reprezentacja Peru podczas czempionatu w Moskwie liczyła 2 zawodników.

## Występy reprezentantów Peru

### Mężczyźni
| Konkurencja                | Zawodnik        | Runda 1  | Runda 1 | Półfinał | Półfinał | Finał    | Finał   |
| Konkurencja                | Zawodnik        | Rezultat | Pozycja | Rezultat | Pozycja  | Rezultat | Pozycja |
| -------------------------- | --------------- | -------- | ------- | -------- | -------- | -------- | ------- |
| Bieg na 110 m przez płotki | Jorge McFarlane | 13,93    | 28.     | NQ       | NQ       | NQ       | NQ      |

### Kobiety
| Konkurencja   | Zawodnik        | Runda 1  | Runda 1 | Półfinał | Półfinał | Finał    | Finał   |
| Konkurencja   | Zawodnik        | Rezultat | Pozycja | Rezultat | Pozycja  | Rezultat | Pozycja |
| ------------- | --------------- | -------- | ------- | -------- | -------- | -------- | ------- |
| Chód na 20 km | Kimberly García | —        | —       | —        | —        | 1:33:57  | 35.     |